# Siarka

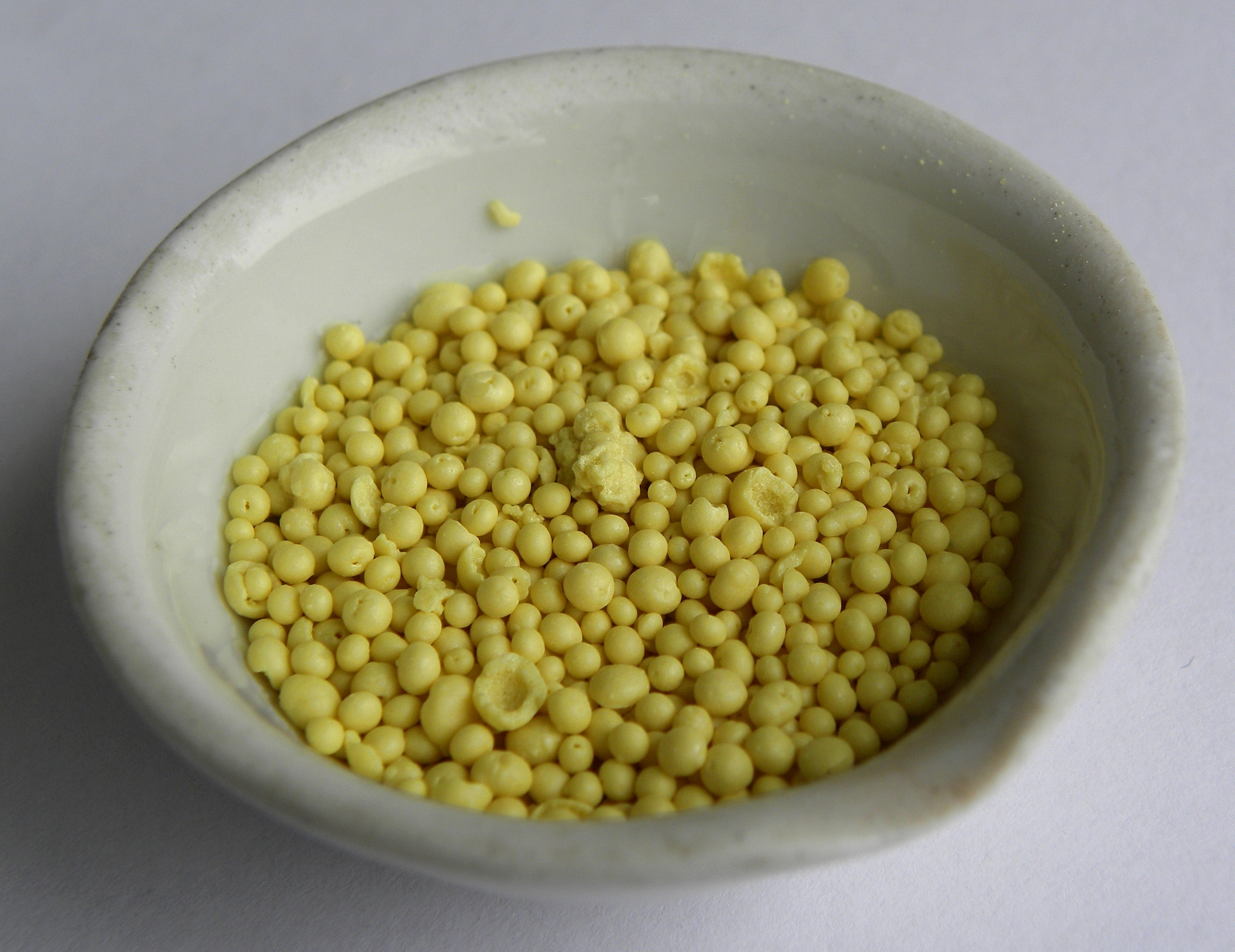
Siarka w postaci granulowanej

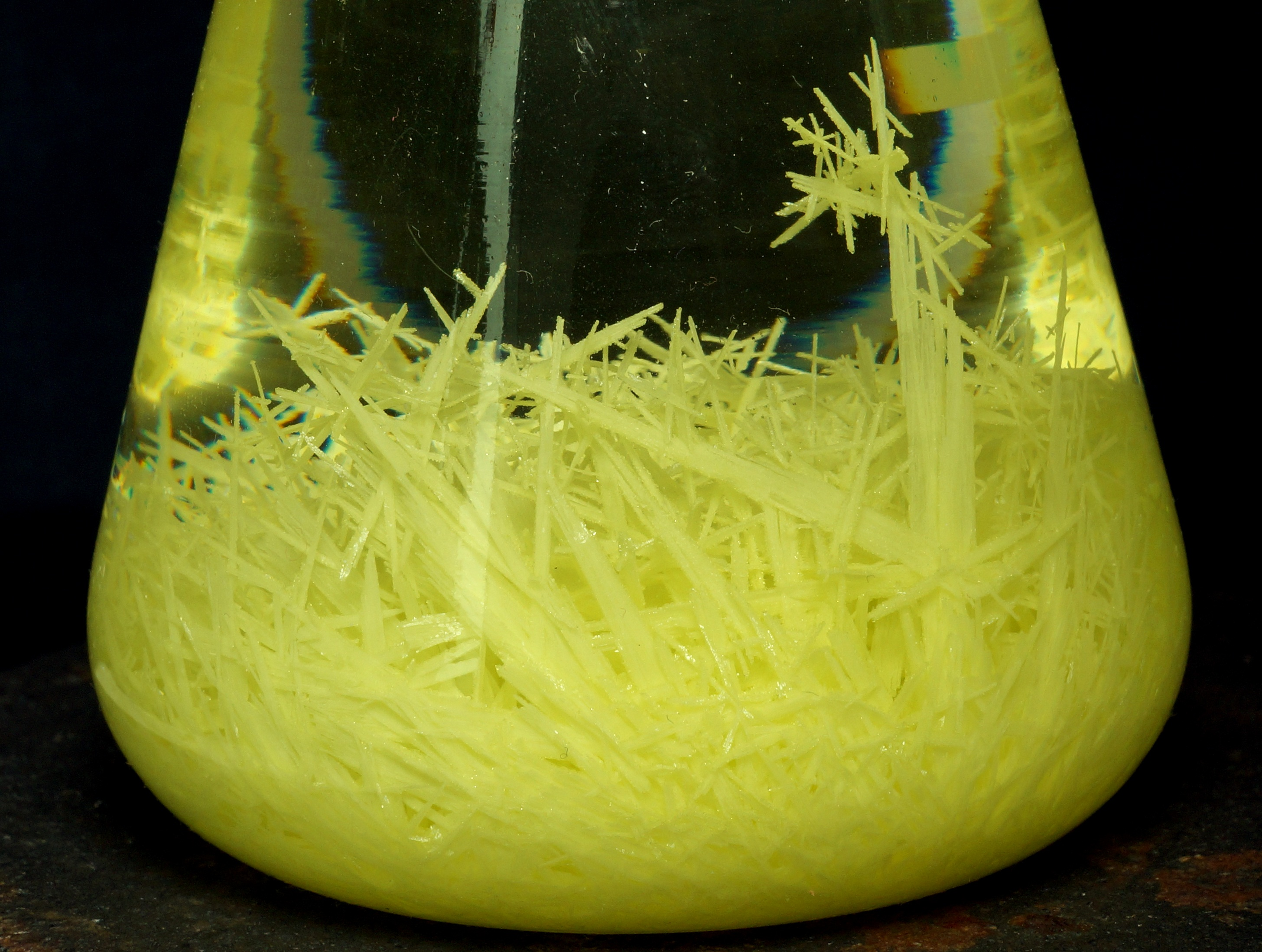
Kryształy siarki w toluenie

Siarka (S, łac. sulphur) – pierwiastek chemiczny o liczbie atomowej 16, niemetal z bloku p w układzie okresowym.
Izotopy stabilne siarki to 32S, 33S, 34S i 36S.
Siarka ma kilka odmian alotropowych, z których trzy najważniejsze to siarka rombowa, jednoskośna i amorficzna.
Jest rozpuszczalna w dwusiarczku węgla, słabo rozpuszcza się w etanolu, benzenie i eterze dietylowym. Jej rozpuszczalność w wodzie jest minimalna – 5 μg/kg (25 °C).

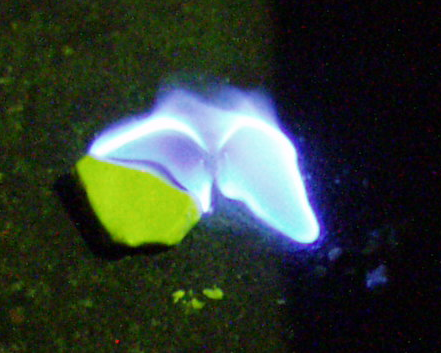
Płonąca siarka

W zwykłej temperaturze jest mało aktywna. Bardzo łatwo łączy się tylko z fluorem, trudniej z chlorem. Z innymi pierwiastkami, jak np. z wodorem, łączy się dopiero w podwyższonej temperaturze. Z metalami tworzy po ogrzaniu siarczki, przy czym reakcje te są silnie egzotermiczne, w konsekwencji zapoczątkowana reakcja syntezy przebiega dalej samorzutnie nieraz z rozżarzeniem mieszaniny. Na powietrzu, po inicjacji zapłonu, spala się samorzutnie niebieskim płomieniem do dwutlenku siarki (SO2). Dalsze utlenienie, do trójtlenku siarki, zachodzi wydajnie dopiero wobec katalizatora, np. pięciotlenku wanadu.
Ważniejsze związki siarki to kwas siarkowy, kwas siarkawy, siarkowodór oraz ich sole (odpowiednio siarczany i siarczyny, siarczki), dwutlenek siarki i tritlenek siarki. Znane są również: tlenek siarki(I) S2O, tlenek siarki(II) SO i nadtlenek siarki SO4.

## Występowanie
Siarka występuje m.in. w Polsce, na Sycylii, w Luizjanie i Teksasie (USA), na Ukrainie, w Japonii, w Turkmenistanie i Uzbekistanie.
Siarka występuje w osadach z neogenu (miocen–torton) w postaci wypełnień drobnych przestrzeni. Powstała w wyniku biologicznej redukcji siarczanu wapnia przez mikroorganizmy. Zawartość siarki w skale maksymalnie dochodzić może do 70%, a średnio wynosi 25–30%.
Siarka występuje zarówno w stanie rodzimym, jak i w postaci wielu minerałów. Są to zarówno siarczki, jak i siarczany:
- siarczki: piryt, chalkopiryt, markasyt, blenda cynkowa, galena, cynober
- siarczany: gips, anhydryt, baryt, kainit, celestyn, kizeryt

Ponieważ jest ważnym składnikiem białek roślinnych i zwierzęcych, występuje w paliwach kopalnych będących pokładami obumarłych tkanek (szczególnie węgiel kamienny i ropa naftowa).
Siarka pod względem rozpowszechnienia w skorupie ziemskiej zajmuje 16. miejsce. Jej całkowita zawartość w skorupie ziemskiej wynosi 0,042% wagowych, w wodzie morskiej 0,093%, a w ciele człowieka 0,2%.

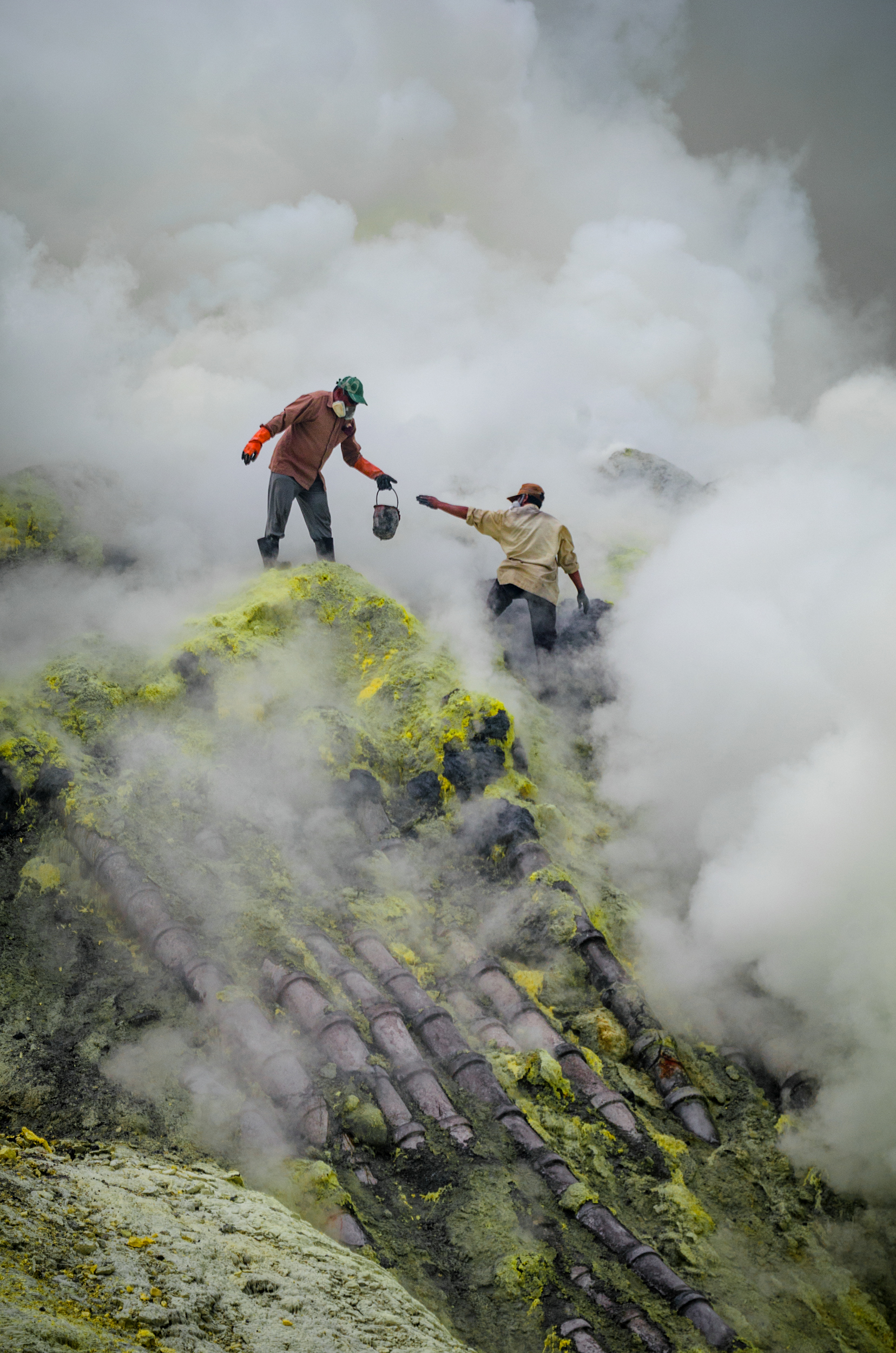
Tradycyjne wydobycie siarki w Ijen w Jawie Wschodniej

## Wydobycie i produkcja przemysłowa
Produkcja siarki na świecie szacowana jest na około 60 mln ton rocznie. Siarka otrzymywana jest poprzez odsiarczanie spalin i paliw kopalnych, eksploatację złóż siarki rodzimej oraz poprzez wyprażanie rud siarczkowych (np. pirytu).
Wydobycie siarki rodzimej spadło znacząco ze względu na znaczący wzrost produkcji siarki z odzysku z zasiarczonych złóż gazu ziemnego i ropy naftowej. W 2005 r. ponad 90% siarki uzyskiwano się z odsiarczania spalin i paliw, a jedynie 6% z wydobycia, podczas gdy w 1990 r. wydobycie stanowiło 25% produkcji siarki.
Odzysk siarki z ropy naftowej jest prowadzony metodą znaną jako proces Clausa. Polega na działaniu na H
2S z ropy powietrzem lub tlenem:
2H
2S + 3O
2 → 2SO
2 + 2H
2O
2H
2S + SO
2 → 3S + 2H
2O
Pozostały nieprzetworzony H
2S (do 40%) przechodzi przez szereg reaktorów zawierających katalizatory (m.in. tlenek glinu), by cały H
2S został przekształcony w siarkę pierwiastkową.
Alternatywnie, ogrzewanie pirytu (FeS
2) do 1200 °C z powietrzem, daje siarkę i płynny siarczek żelaza(II) FeS – tzw. metoda Outokumpu (jednak produkcji kwasu siarkowego z pirytów zaniechano od kilkudziesięciu lat). Wolną siarkę otrzymuje się też przez redukcję dwutlenku siarki za pomocą tlenku węgla.

### Polska

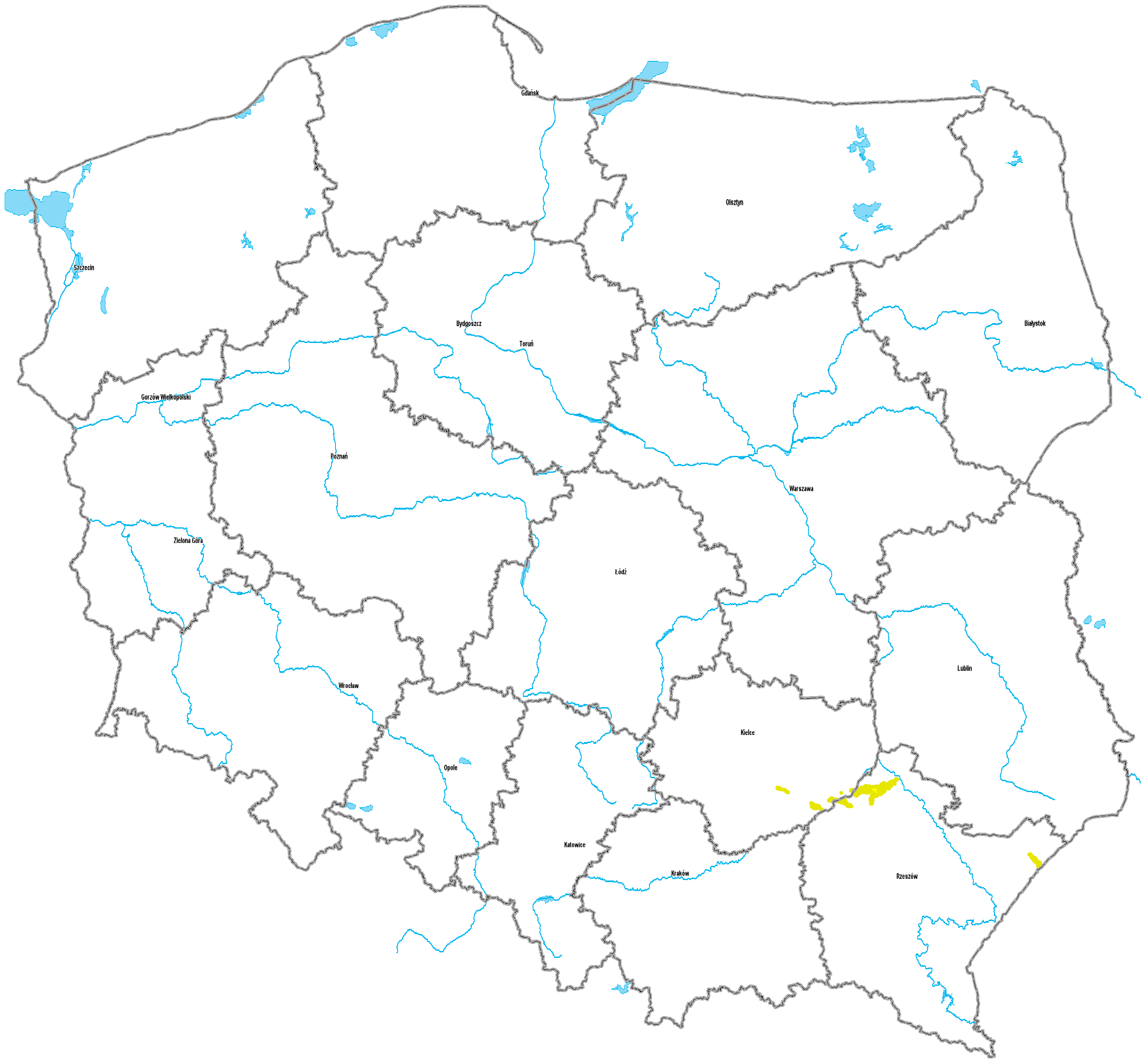
Złoża siarki w Polsce

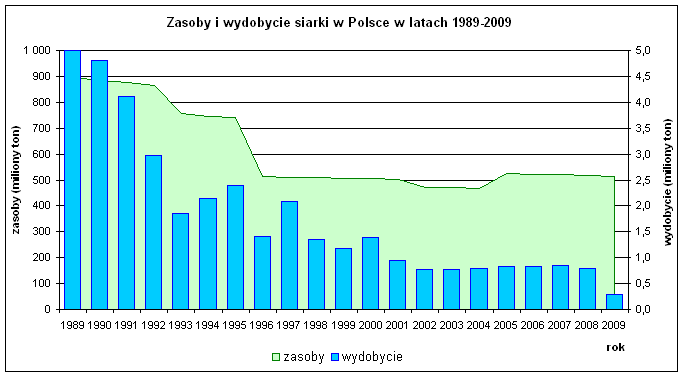
Wielkość zasobów i wydobycia siarki w Polsce w latach 1989–2009

W Polsce złoża siarki w stanie rodzimym występują w okolicach Tarnobrzega (Piaseczno, Machów, Jeziórko oraz Osiek) w ramach Tarnobrzeskiego Zagłębia Siarkowego, na południe od Szydłowa, w rejonie Staszowa (Grzybów) oraz koło Lubaczowa (Horyniec-Zdrój, Basznia). Polskie złoża siarki rodzimej są związane z występowaniem gipsów i wapieni, z których powstały i zalegają na głębokości od 70 do 370 metrów, tworząc pokłady o miąższości dochodzącej do 13 metrów.
W Polsce, w pobliżu Staszowa w województwie świętokrzyskim, działa należąca do Grupy Azoty jedyna na świecie kopalnia siarki (Kopalnia Siarki Osiek) stosująca metodę Frascha (metoda podziemnego wytopu). Do złoża wtłaczana jest przegrzana woda o temperaturze powyżej 150 °C, a stopiona pod jej wpływem siarka wyprowadzana jest na powierzchnię za pomocą sprężonego powietrza. Szacuje się, że do wydobycia 1 tony siarki potrzebne jest 7,5–19 ton wody.
W Grzybowie (w woj. świętokrzyskim) wydobyciem siarki zajmuje się spółka należąca do Grupy Azoty, Grupa Azoty SIARKOPOL. Zakłady istnieją od 1966 r. i są jedynym przedsiębiorstwem na świecie prowadzącym kopalniane wydobycie siarki. W zakładach wytwarzane są produkty pochodzenia siarkowego: siarka płynna, siarka granulowana, siarka mielona, siarka pastylkowana, dwusiarczek węgla oraz siarka nierozpuszczalna w disiarczku węgla. Siarka w formie granulowanej charakteryzuje się niską wilgotnością.
W roku 2013 wydobyto w Polsce 0,551 mln ton siarki.
W Polsce znajdują się cztery potwierdzone złoża zasiarczonej ropy naftowej i gazu ziemnego (łącznie 822 tys. ton siarki). Produkcja siarki z tych źródeł prowadzona jest w złożach Zielin, BMB, Cychry i Górzyca (okresowo). Siarkę (w postaci kwasu siarkowego) otrzymuje się przy przeróbce rud miedzi oraz cynku i ołowiu. Proces ten ma jednak niewielki udział w przemyśle siarki i jest stosowany głównie ze względu na ochronę środowiska.

## Rozwój chemii siarki
- Starożytność – w Biblii częste wzmianki na temat siarki rodzimej
- około 800 p.n.e. – Homer wzmiankuje o odymianiu za pomocą spalania siarki
- około roku 79 n.e. Pliniusz Starszy wzmiankuje o występowaniu i wykorzystaniu siarki
- X wiek – Muhammad ibn Zakariya al-Razi otrzymuje i bada właściwości kwasu siarkowego
- 1044 – najwcześniejsza znana receptura prochu czarnego (Chiny)
- 1128 – udokumentowane użycie prochu przez chińską armię
- około 1245 – proch zostaje „odkryty” w Europie, niezależnie przez Bertholda Schwarza i Rogera Bacona
- 1661 – efekty zanieczyszczenia SO
2 w Londynie opisane przez Johna Evelyna królowi Karolowi II
- 1746 – John Roebuck wprowadza metodę komorową wytwarzania H
2SO
4
- 1777 – Antoine Lavoisier sugeruje, że siarka jest pierwiastkiem
- 1781 – związki siarki zostają wykryte w roślinach (szczaw, warzucha, chrzan)
- 1809 – J. L. Gay-Lussac i Louis Jacques Thénard ustalają, że siarka jest pierwiastkiem (w tym samym roku Humphry Davy wykonał doświadczania – prawdopodobnie na zanieczyszczonych próbkach siarki – stwierdzając, że składnikami siarki jest również wodór i tlen)
- 1813 – wykrycie siarki w żółci i krwi zwierząt
- 1822 – ksantogeniany (np. EtOCSSK) zostają odkryte przez Williama Christophera Zeisego, który w 1834 r. jako pierwszy otrzymuje tiole (EtSH)
- 1831 – opatentowanie przez Peregrine'a Phillipsa metody kontaktowej otrzymywania H
2SO
4
- 1835 – W. Gregory jako pierwszy otrzymuje S
4N
4 w reakcji (S
2Cl
2 + NH
3)
- 1839 – Charles Goodyear odkrywa proces wulkanizacji kauczuku
- 1865 – Poszukiwacze ropy naftowej odkrywają w Luizjanie, pod 150-metrową warstwą lotnych piasków, duże złoża siarki
- 1894 – Herman Frasch rozwija proces wydobywania siarki za pomocą przegrzanej wody (metoda Frascha)
- 1912 – E. Beekmann udowadnia, za pomocą kriometrii w stopionym jodzie, że romboedryczna siarka występuje w postaci cząsteczek S
8
- 1923 – Victor Moritz Goldschmidt w swojej klasyfikacji umieszcza siarkę w grupie pierwiastków chalkofilnych (kruszcolubnych)
- 1926 – zostają odkryte izotopy 33S i 34S przez F. W. Astona, który wcześniej (1920) za pomocą spektrometrii mas wykrył tylko siarkę 32S
- 1935 – za pomocą metod rentgenograficznych zostaje ustalona struktura siarki rombowej
- 1944 – pierwszy raz siarka zostaje otrzymana z jej gazowych tlenków; w 2005 roku za pomocą odsiarczania spalin i ropy naftowej otrzymywano 92% światowej produkcji siarki[14]
- 1951 – pierwsze wykrycie sygnałów NMR siarki (33S)
- 1972 – siarka i kwas siarkowy zostaje wykryty przez sondę Wenera 8 w atmosferze Wenus
- 1973 – synteza S
18 i S
20 (M. Schmidt, A. Kutoglu)
- 1975 – odkryto właściwości metaliczne i nadprzewodzące polimeru (SN)_{x}
- lata 90. XX wieku – wytworzenie cienkowarstwowych półprzewodników II–VI[13][29]

## Alotropia siarki

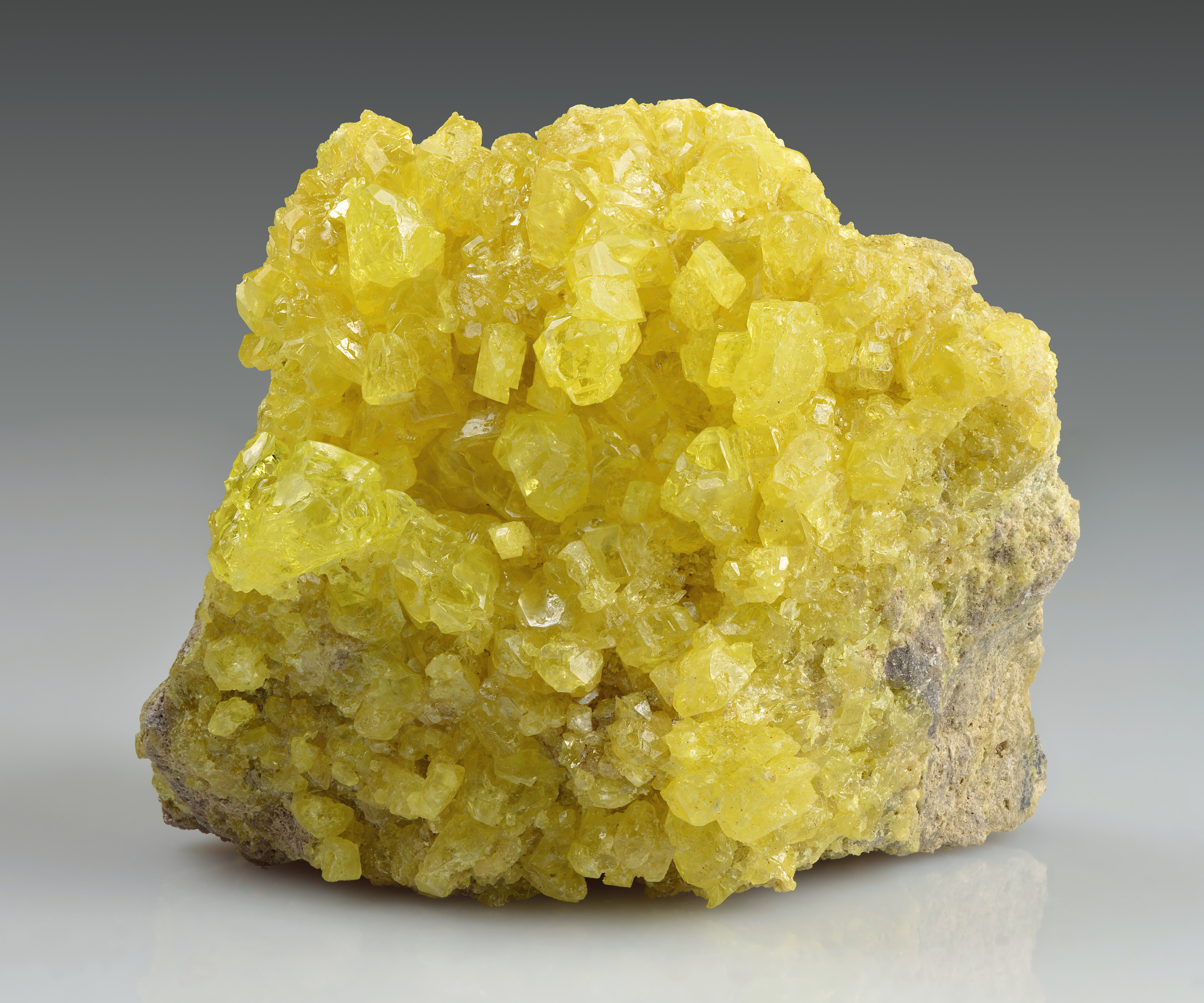
Kryształy siarki rombowej

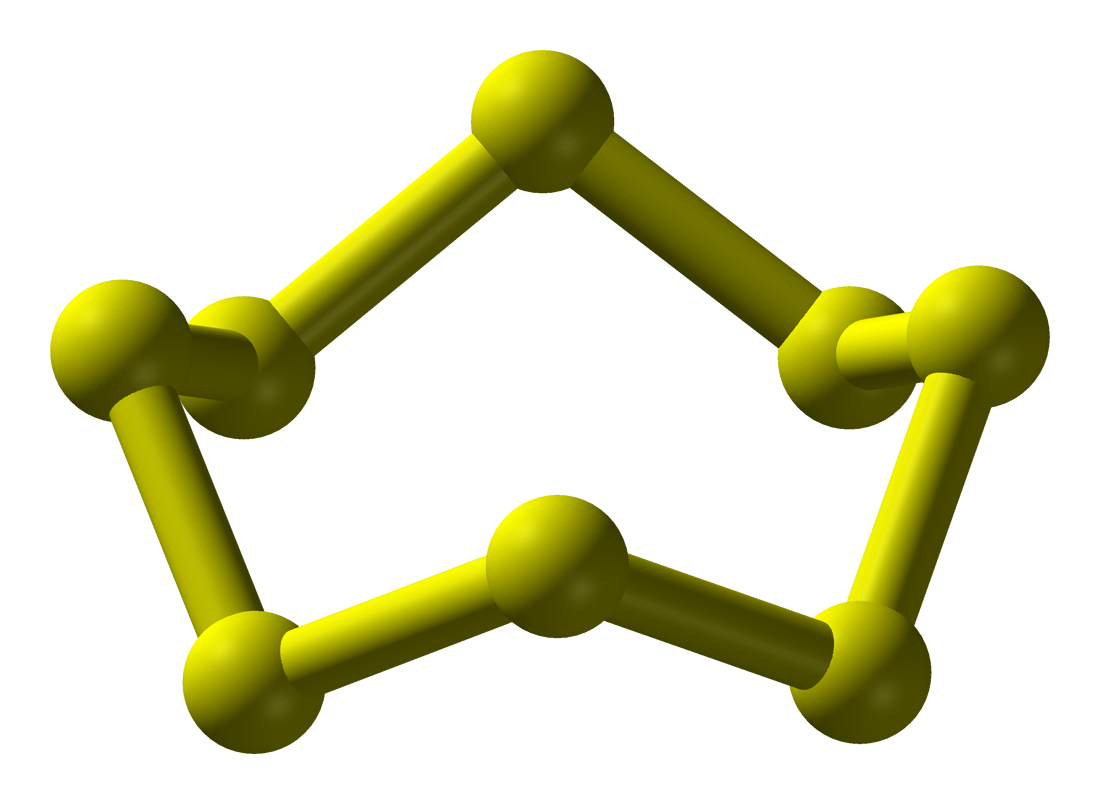
Pierścień S_{8}

Rozmieszczenie elektronów

Siarka jest pierwiastkiem występującym w wielu odmianach alotropowych, zawierających cząsteczki o budowie pierścieniowej, składające się z 6, 7, 8, 9–15, 18 i 20 atomów. Dwie podstawowe odmiany alotropowe siarki to siarka rombowa (siarka-α) i siarka jednoskośna (siarka-β), obie zbudowane z ośmioczłonowych pierścieni S8, różniące się sposobem upakowania w krysztale.
Siarka rombowa jest trwała do temperatury 95,6 °C i w tej temperaturze pod ciśnieniem swej własnej pary przekształca się w siarkę jednoskośną. W temperaturze 118,9 °C siarka jednoskośna, będąc w równowadze ze swą parą, topi się i przechodzi w ciecz. Pod działaniem ciśnienia punkt przemiany siarki rombowej w jednoskośną przesuwa się w kierunku wyższych temperatur. Powyżej 1200 atm pole siarki jednoskośnej zamyka się i istnieje tylko jedna odmiana siarki stałej, siarka rombowa. Siarka rombowa i jednoskośna mogą istnieć ze sobą w stanie równowagi termodynamicznej. Przejście siarki rombowej w jednoskośną jest przemianą fazową I rzędu.
Powyżej temperatury topnienia siarka tworzy jasnożółtą, ruchliwą ciecz. Wraz z podwyższeniem temperatury ciecz gęstnieje i zabarwia się na kolor ciemnobrązowy. W temperaturze 187 °C osiąga ona maksymalną lepkość, która przekracza o pięć rzędów wartość początkową. Przy dalszym ogrzewaniu siarka staje się znów łatwo płynna i osiąga punkt wrzenia w temperaturze 444,6 °C.
Przyczyną zróżnicowanych własności fizycznych płynnej siarki są zmiany jej struktury cząsteczkowej. Łatwo płynna siarka nieco powyżej temperatury topnienia, zwana także siarką l, zawiera głównie 6- i 8-atomowe pierścienie. W wyższej temperaturze pierścienie łączą się tworząc struktury polimeryczne, co powoduje wzrost lepkości. Ta odmiana ciekłej siarki jest oznaczana literą „m”. Przy dalszym wzroście temperatury następuje naturalne obniżenie lepkości. Obie ciekłe odmiany siarki różnią się rozpuszczalnością w disiarczku węgla: siarka l jest w nim rozpuszczalna, a siarka m jest w nim nierozpuszczalna.
Gęstość pary siarki w temperaturze bliskiej punktu wrzenia odpowiada zawartości cząsteczek S8 i częściowo S6. W miarę podwyższania temperatury cząsteczka staje się coraz mniejsza. W temperaturze 800 °C para siarki składa się już tylko z cząsteczek dwuatomowych S2. Dysocjacja dwuatomowych cząsteczek siarki na pojedyncze atomy wymaga znacznego nakładu energii. Stopień dysocjacji cząsteczek dwuatomowych wynosi 3,7% w temp. 1727 °C zaś 72,6% w temp. 2727 °C.
Szybko schłodzona ciekła siarka m tworzy siarkę plastyczną, bezpostaciową prawie czarną masę o plastyczności podobnej do plasteliny, zbudowaną z łańcuchów polimerycznych siarki. Rozciągana mechanicznie uzyskuje strukturę włóknistą, a łańcuchy siarkowe układają się w helisy o skoku co osiem atomów siarki. Oprócz tego w strukturze siarki plastycznej występują też domeny krystaliczne siarki romboidalnej. Siarka plastyczna jest formą metastabilną w temperaturze pokojowej i stopniowo krystalizuje. Proces ten trwa zazwyczaj od kilku godzin, do kilku dni.
Jeżeli pary siarki zostaną szybko ochłodzone, to kondensują w postaci drobnego, żółtego proszku, kwiatu siarczanego. Składa się on w znacznej części z siarki bezpostaciowej, która przy podwyższeniu temperatury przechodzi w siarkę krystaliczną. Jest to przemiana ściśle jednokierunkowa. Siarka bezpostaciowa pojawia się także przy wydzielaniu z roztworu w toku niektórych reakcji chemicznych, np.:
Na2S2O3 + H2SO4 → Na2SO4 + SO2 + S + H2O

## Znaczenie biologiczne
Siarka jest niezbędna do życia. Wchodzi w skład dwóch aminokwasów kodowanych – metioniny i cysteiny oraz wielu innych biologicznie ważnych związków np. witamin. Siarka pierwiastkowa w postaci pyłu działa drażniąco na błony śluzowe oczu i górnych dróg oddechowych. Nie powoduje ona silnych zatruć. Wiele związków siarki jest toksycznych.

## Zastosowania siarki
Siarka pierwiastkowa jest używana jako substrat do produkcji innych związków. W USA około 90% siarki jest przetwarzane na kwas siarkowy (dane za lata 1995–2020). Jako że ma on kluczowe znaczenie dla światowej gospodarki, jego produkcja i konsumpcja jest wskaźnikiem rozwoju przemysłowego danego kraju. Głównym zastosowaniem kwasu siarkowego jest wytwarzanie nawozów fosforowych i procesy ługowania rud.

### Nawozy sztuczne
Siarka jest coraz częściej używana jako składnik nawozów mineralnych. Najważniejszą postacią siarki na nawozy sztuczne jest siarczan wapnia. Pierwiastkowa siarka jest hydrofobowa, stąd też nie może być bezpośrednio wykorzystywana przez rośliny. Bakterie glebowe przekształcają siarkę w rozpuszczalne pochodne. Siarka również poprawia efektywność wykorzystania innych podstawowych składników odżywczych, zwłaszcza azotu i fosforu. Biologicznie wytwarzane cząsteczki siarki są hydrofilowe z faktu posiadania biopolimerowej powłoki. Zapotrzebowanie roślin na siarkę jest zbliżone do zapotrzebowania roślin na fosfor. W Polsce produkcją nawozów sztucznych z zawartością siarki zajmuje się m.in. Grupa Azoty.

### Chemikalia wysokowartościowe
Niektóre organiczne związki siarki są używane jako leki, substancje barwiące i agrochemikalia (chemikalia stosowane w rolnictwie). Wiele ważnych leków zawiera w swojej budowie siarkę, jak np. sulfonamidy. Siarka jest składnikiem wielu substancji antybakteryjnych. Większość antybiotyków beta laktamowych, włączając w to penicyliny, cefalosporyny i inne antybiotyki laktamowe zawierają heterocykliczną siarkę.

Siarczan magnezu, znany jako sól gorzka, może być używany jako środek przeczyszczający, dodatek do kąpieli (mający na celu delikatne złuszczanie naskórka), źródło magnezu dla roślin czy w końcu jako środek osuszający, stosowany w laboratoriach chemicznych.

### Środki ochrony roślin
Siarka jest jednym z najstarszych fungicydów i pestycydów. Opryskiwanie siarką, konkretnie drobno zmieloną siarką elementarną, jest często stosowane jako fungicyd w ochronie winorośli, truskawek, wielu warzyw i innych upraw. Metoda ta dobrze chroni przed szeregiem pleśni, takich jak czarna plamistość róż. W rolnictwie ekologicznym siarka jest jedynym fungicydem używanym w uprawach ekologicznych, który chroni m.in. przed parchem jabłoni.
Tlenek siarki i inne związki oparte na siarce (np. Sulfaquinoxalina (SQ)) wykorzystywane są jako środki do zwalczania gryzoni.

### Medycyna
Siarka w postaci czystej farmakologicznie, tzw. siarka strącona (Sulfur praecipitatum), jest stosowana w postaci zawiesin, maści i zasypek w schorzeniach dermatologicznych, np. jako lek przeciwtrądzikowy (ATC D10 AB 02). Jest wykorzystywana do sporządzania preparatów galenowych, np. maści siarkowej i maści siarkowo-salicylowo-mydlanej, znanej też jako maść Lenartowicza.

### Inne zastosowania siarki i jej związków o znaczeniu przemysłowym
Jednym z bezpośrednich zastosowań siarki jest proces wulkanizacji gumy, gdzie wielosiarczki wiążą się poprzecznie z polimerami organicznymi. Ponadto siarka pierwiastkowa jest jednym ze składników prochu czarnego.
Siarczyny są powszechnie używane do bielenia papieru. Siarczyny są wykorzystywane także jako środki konserwujące suszone owoce. Wiele surfaktantów i detergentów, tak jak laurylosiarczan sodu, jest wytwarzanych z pochodnych siarczanów. Siarczan wapnia, jako gips, jest wydobywany na masową skalę, używając go m.in. do produkcji cementu portlandzkiego i nawozów mineralnych. Siarka reaguje bezpośrednio z metanem, dając dwusiarczek węgla, CS2, który jest używany do produkcji celofanu i włókna wiskozowego.

## Metaloproteiny
Nieorganiczna siarka wchodzi w skład centrów żelazowo-siarkowych, jak i białek zawierających również miedź i nikiel. Najbardziej rozpowszechnione z tych związków są ferrodoksyny, które służą jako przekaźniki elektronów w komórkach. Nitrogenaza, z centrum Fe–Mo–S, jest ważnym enzymem bakteryjnym, który przekształca atmosferyczny azot w amoniak.